# Tharsis Montes

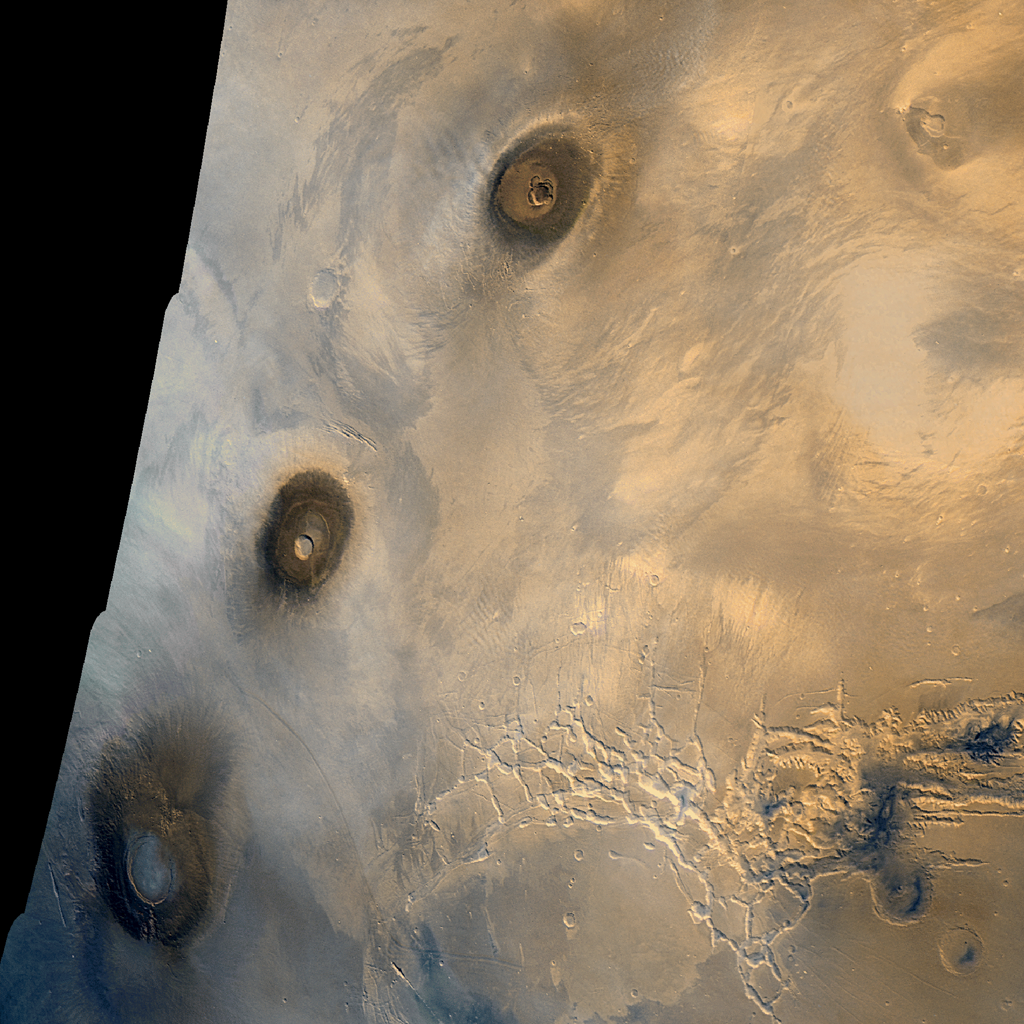
Tharsis Montes: de norte a sur, Ascraeus Mons, Pavonis Mons y Arsia Mons. Arriba a la derecha se halla Tharsis Tholus, y abajo, Noctis Labyrinthus, la extensión occidental de Valles Marineris.

Tharsis Montes (nombre en latín de los Montes de Tharsis) hace alusión generalmente a las tres montañas de origen volcánico situadas en el llamado abultamiento de Tharsis. En ocasiones se incluye a Olympus Mons dentro de esta denominación, si bien su posición algo alejada de las otras montañas lo distingue como un rasgo peculiar de la superficie marciana.
Estas tres montañas son:
- Ascraeus Mons: es la más septentrional de las tres, situada al sureste de Olympus Mons. Su altura absoluta es de 11 km, y la base mide unos 320 km de diámetro. Está formado por coladas sucesivas de lava muy líquida, siendo posiblemente el más joven de los tres volcanes.

- Pavonis Mons: es la montaña central, elevándose unos 7 km sobre el abultamiento de Tharsis. Presenta extensas calderas, provocadas por el colapso, en diferentes momentos, de la cámara magmática tras el vaciado del magma. Rasgos evidentes de este fenómeno son las depresiones circulares existentes en su cima. En el flanco oriental más bajo del volcán existe una cadena de fosas elípticas u ovaladas, alineadas de arriba abajo en el centro de un desfiladero poco profundo. Estas estructuras posiblemente se formaron por el colapso asociado a una falla; el escarpe a ambos lados del desfiladero sería la propia línea de falla, lo cual parece indica la existencia de procesos de tectónica de placas en algún momento de la historia geológica de Marte.

- Arsia Mons: es el volcán más meridional, y posiblemente el más antiguo de los tres. Su altura es de 9 km, siendo el mayor de los tres en cuanto a volumen. Su caldera mide 110 km de diámetro.

Al erigirse sobre el abultamiento de Tharsis, que puede llegar a alcanzar una altura de unos 20 km sobre la superficie media del planeta, la altitud relativa media de los tres volcanes es similar a la de Olympus Mons, unos 25 km sobre la superficie marciana.
Otra estructura a destacar es Tharsis Tholus, un pequeño cono volcánico situado 800 km al este de Ascraeus Mons, cuya altura (8 km) es sensiblemente inferior a la del Everest. Sus flancos oriental y occidental son similares, como derrumbados sobre sí mismos, fenómeno producido presuntamente por el colapso de la estructura al vaciarse la cavidad magmática.
El origen de estas tres montañas, así como el del abultamiento de Tharsis, puede deberse a un punto caliente situado bajo la corteza de Marte, la cual, según la teoría de la tectónica de placas, se desplazaría hacia el Norte en la región de Tharsis en la época de formación de las montañas, un fenómeno similar, aunque a gran escala, al que puede apreciarse en las islas Hawái.